# Dipoena ohigginsi
Dipoena ohigginsi är en spindelart som beskrevs av Claude Lévi 1963. Dipoena ohigginsi ingår i släktet Dipoena och familjen klotspindlar. Inga underarter finns listade i Catalogue of Life.